# 第2回サンフランシスコ映画批評家協会賞
第2回サンフランシスコ映画批評家協会賞は2003年の映画を対象としており、2003年12月30日に受賞者が発表された。

## 受賞一覧

### 作品賞
- 『ロスト・イン・トランスレーション』(ソフィア・コッポラ監督)

### 監督賞
- ピーター・ジャクソン - 『ロード・オブ・ザ・リング/王の帰還』

### 主演男優賞
- ビル・マーレイ - 『ロスト・イン・トランスレーション』

### 主演女優賞
- シャーリーズ・セロン - 『モンスター』

### 助演男優賞
- ピーター・サースガード - 『ニュースの天才』

### 助演女優賞
- パトリシア・クラークソン - 『エイプリルの七面鳥』

### 外国語映画賞
- 『息子のまなざし』 ベルギー

### ドキュメンタリー映画賞
- Capturing the Friedmans

### マーロン・リッグス賞
- サム・グリーン - The Weather Underground

### 特別賞
- 『エルミタージュ幻想』

## 参考
1. ↑  “2003 SAN FRANCISCO FILM CRITICS CIRCLE AWARDS”. 2014年1月12日閲覧。